# Frank Ganzera
Frank Ganzera (Dresden, 8 de Setembro de 1947) é um ex-futebolista profissional alemão que atuava como defensor, 
medalhista olímpico.

## Carreira
Frank Ganzera atuou em sua carreira somente no Dynamo Dresden, ele fez parte do elenco da Alemanha Oriental, bronze em 1972.

## Ligações Externas
- Perfil na Sports Reference